# 栗林千津
栗林 千津（くりばやし ちづ、1910年4月10日 - 2002年5月5日）は、栃木県出身の俳人。1957年、遠藤梧逸の「みちのく」入会。1964年「鶴」入会。1965年、みちのく賞受賞。「鶴」退会し「鷹」入会。1986年、第33回現代俳句協会賞受賞。1987年、佐藤鬼房の「小熊座」入会。また坪内稔典の「船団」にも所属。老境を自在な詠み口で詠んだ。句集は『のうぜん花』『蝶や蜂や』『鮫とウクレレ』など11冊。